# سيريل تاكاياما
سيريل تاكاياما (بالإنجليزية: Cyril Takayama)‏ هو ساحر استعراضي وفنان الشارع أمريكي، ولد في 27 سبتمبر 1973 في هوليوود في الولايات المتحدة.

## وصلات خارجية
- سيريل تاكاياما على موقع IMDb (الإنجليزية)
- سيريل تاكاياما على موقع ألو سيني (الفرنسية)
- سيريل تاكاياما على موقع ميوزك برينز (الإنجليزية)
- سيريل تاكاياما على موقع أول موفي (الإنجليزية)
- سيريل تاكاياما على موقع كينوبويسك (الروسية)